# Машпі-Нек (Массачусетс)
Машпі-Нек (англ. Mashpee Neck) — переписна місцевість (CDP) в США, в окрузі Барнстебел штату Массачусетс. Населення — 1076 осіб (2020).

## Географія
Машпі-Нек розташоване за координатами 41°36′46″ пн. ш. 70°28′5″ зх. д. / 41.61278° пн. ш. 70.46806° зх. д. (41.612716, -70.467933).  За даними Бюро перепису населення США в 2010 році переписна місцевість мала площу 3,76 км², з яких 3,28 км² — суходіл та 0,48 км² — водойми.

## Демографія
Згідно з переписом 2010 року, у переписній місцевості мешкало 1000 осіб у 387 домогосподарствах у складі 282 родин. Густота населення становила 266 осіб/км².  Було 614 помешкання (163/км²).
Расовий склад населення:
| - 92,2 % — білих - 2,6 % — корінних американців - 1,9 % — чорних або афроамериканців - 1,0 % — азіатів |

До двох чи більше рас належало 1,8 %. Частка іспаномовних становила 1,6 % від усіх жителів.
За віковим діапазоном населення розподілялося таким чином: 22,6 % — особи молодші 18 років, 58,9 % — особи у віці 18—64 років, 18,5 % — особи у віці 65 років та старші. Медіана віку мешканця становила 45,1 року. На 100 осіб жіночої статі у переписній місцевості припадало 95,3 чоловіків;  на 100 жінок у віці від 18 років та старших — 96,9 чоловіків також старших 18 років.
Середній дохід на одне домашнє господарство  становив 94 566 доларів США (медіана — 70 924), а середній дохід на одну сім'ю — 118 140 доларів (медіана — 92 841). За межею бідності перебувало 1,8 % осіб, у тому числі 0,0 % дітей у віці до 18 років та 5,9 % осіб у віці 65 років та старших.
Цивільне працевлаштоване населення становило 327 осіб. Основні галузі зайнятості: освіта, охорона здоров'я та соціальна допомога — 24,2 %, науковці, спеціалісти, менеджери — 22,9 %, роздрібна торгівля — 13,1 %, мистецтво, розваги та відпочинок — 9,2 %.